# تلاون

التلاون أو الخُذاميّة هو ظاهرة تطابق لونين تحت شروط محددة، ولكنهما يختلفان تحت شروط أخرى. يجب أن تكون شروط الإضاءة مختلفة في الحالتين. يختلف التطابق بين العينات الملونة باختلاف المراقب. تسمى الألوان التي تتطابق بهذه الطريقة بالخُذامات.
ليكن لدينا جسمان لهما قيم حفز ثلاثية متساوية وذلك عند استخدام مضياء معياري ومراقب معياري. عندما يضاء الجسمان بمنبع محدد وينظر إليهما مراقب معياري محدد سيبدوان متطابقان، مع أن منحنيات الانعكاس قد تختلف اختلافا كبيرا. فمثلا، قد يكون لجسم ما ثابت انعكاس R ذو قيمة لتكن 30% عند جميع أطوال الموجات (وستبدو رمادية تحت جميع الشروط العادية)، بينما الجسم الآخر يمكن أن يكون قطعة من النايلون المصبوغ ليضاهي الجسم الأول باستخدام مزيج من الأصبغة الصفراء والحمراء والأزرق، ولكن قيم R ستتفاوت مع طول الموجة (قد تكون أخفض قيم للانعكاس R عند أطوال الموجات الموافقة لأعظم امتصاص لكل صباغ، ولنقل 450 و 520 و620 نانومتر بالترتيب).
يمكن مضاهاة معظم الأجسام الملونة (عند شروط محددة) باستخدام مزيج من ثلاث أصبغة مناسبة، ولكن منحني الانعكاس للنسيج المصبوغ لن يكون مطابقا لمنحني الانعكاس للجسم المضاهى. في هذه الحالات، لن يضاهي الجسم المصبوغ عادة الجسم الملون المطلوب إذا تغيرت الشروط، ويقال عندها على العينات أنها متلاونة (Metameric) أو أنها تشكل زوجا متلاونا. عادة في هذه الأزواج تتقاطع منحنيات الانعكاس عند ثلاث نقاط على الأقل. وفي حساب قيم الحفز الثلاثي يجب أن يكون تأثير قيم الانعكاس الأعلى للصباغة عند بعض أطوال الموجات متوازنة مع تأثير قيم الانعكاس الأولي عند أطوال الموجات الأخرى. إذا تغيرت الإضاءة المستخدمة في الحساب، فليس مفاجئا أن تتغير قيم الحفز الثلاثي أيضا، وهذا ينطبق أيضا على تغير المراقب.

## أنواع التلاون
يوجد أربع أنواع من التلاون:
- تلاون بسبب الإضاءة.
- تلاون بسبب المراقب.
- تلاون بسبب مقاس حقل المراقبة.
- تلاون بسبب هندسية الشكل الملون.
- التلاون بسبب الإضاءة: يعتبر أهم أنواع التلاون ويحدث عندما تحسب قيم الحفز الثلاثي لزوجان متلاونين باستخدام مضيائين أو أكثر، أو عندما ننظر بالتعاقب إلى الزوج المتلاون المضاء بمنبعين ضوئيين أو أكثر.

تحدث مشكلة مشابهة إذا ضوهي زوج متلاون باستخدام مضياء معياري D65 مثلا ولكنه أخفق بالمضاهاة عند النظر إليه تحت منبع يحاكي ضوء النهار ذو توزيع طيفي مختلف.
- التلاون بسبب المراقب: يحدث عندما يضاهي شخص ما زوجا متلاونا ولكن تخفق المضاهاة عندما يقوم شخص آخر بذلك. يكون عندها (توابع المضاهاة اللونية) (Colour-matching function) لكلا الشخصين مختلفة. وهذا شيء طبيعي أن تختلف توابع المضاهاة اللونية لأي شخص مقارنة مع المراقب المعياري. حتى لو استخدم المنبع الضوئي الصحيح وقد يؤدي التلاون بسبب المراقب مشاكل خطيرة إذا كان المراقبان على سبيل المثال هما المنتج والزبون.
- التلاون بسبب مقاس حقل المراقبة: تفقد المضاهاة قيمة كبيرة عند تغير مقاس حقل المراقبة مثلا 2° إلى 10°.
- التلاون بسبب هندسية الشكل الملون: قد يلاحظ هذا النوع من التلاون عند تغيرات في هندسة المراقبة. فالطلاء المعدني مثلا قد يضاهي اللون المرغوب عند النظر إليه من زاوية محددة.